# Cyclominae
Cyclominae es una subfamilia de curculionidos o gorgojos, en la cual se agrupan más de 1000 especies del hemisferio sur. Las larvas se desarrollan en el suelo, alimentándose de raíces, siendo en Chile los miembros del género Aegorhinus plagas agrícolas, al atacar las raíces de frutales y bayas como el arándano. Son denominados comúnmente cabritos o caballitos.

## Taxonomía
La taxonomía de los curculionidos no se encuentra muy estudiada a la fecha. Pero Cyclominae es una de las 10 subfamilías reconocidas como parte del esquema general de los curculionidos. Hasta el momento no se ha podido establecer características compartidas, esto se debe a una falta de estudio de los grandes grupos de curculionidos. Esto ha dejado la subdivisión de este grupo en una nube sin mucho respaldo en genética molecular. Siendo algunas subfamilias dispuestas como tribus o tribus como subfamilias por los distintos autores. Las subfamilias dispuestas en este artiículo se encuentran respaldadas por BOUCHARD et. al (2011). Mientras que MARVALDI y LANTERI (2005) consideran como subfamilias a los taxon Aterpinae y Rhythirrininae.